# Pedro Correa y Santiago
Pedro Correa y Santiago (Lima, 28 de abril de 1831-ibídem, 25 de noviembre de 1892) fue un político, economista y militar peruano. Durante el gobierno del Consejo de Ministros de 1885-1886 fue ministro de Hacienda y Comercio. Impulsó también la creación de la Cámara de Comercio de Lima, cuya presidencia ejerció de 1888 a 1892.

## Biografía
Hijo de Estanislao Correa y Garay, y Carmen de Santiago. Estudió en el Convictorio de San Carlos, cuyo rector era entonces Bartolomé Herrera. Culminados sus estudios, viajó a California en 1849, atraído por la fiebre del oro, pero retornó al Perú al año siguiente.
Se incorporó al ejército y fue enviado a combatir una revolución que estalló en Arequipa en 1851, cuyos cabecillas querían impedir la llegada al poder del general José Rufino Echenique. Era ya teniente, cuando fue acusado injustamente de conspirador, siendo enviado a la frontera con Bolivia en 1853, en plena tensión bélica con dicho país, que no pasó a mayores. Al estallar la revolución liberal de 1854, se mantuvo leal al gobierno de Echenique y estuvo entre los derrotados en la batalla de La Palma, librada el 5 de enero de 1855, que puso fin a dicho régimen. Solicitó entonces su retiro del servicio militar y optó por dedicarse al comercio.
Al estallar la guerra con España en 1865, se reincorporó al ejército con el grado de sargento mayor. Fue instructor de las milicias cívicas. Durante el combate del Callao o del Dos de Mayo, sirvió en la batería del Norte (1866).
Fue uno de los asistentes de la asamblea del 24 de abril de 1871 que proclamó la candidatura presidencial de Manuel Pardo y Lavalle y que dio nacimiento al Partido Civil. Fue elegido diputado suplente por Lima en 1872 y 1876 y titular en 1879.
Por esa época se dedicó también a la actividad comercial y bancaria. Fue director de la Compañía Salitrera del Perú y del Banco Nacional del Perú. También fue director de la Sociedad de Beneficencia Pública de Lima.
Durante la Guerra del Pacífico se alistó en la reserva y con el grado de coronel tomó el mando de una de las divisiones desplegadas en la defensa de Lima, que estaba conformada por los empleados del sector de Educación, desde profesores de colegio hasta docentes universitarios. Bajo ese mando, participó en la batalla de Miraflores, librada el 15 de enero de 1881 y que fue la culminación de la derrota peruana. Fue luego uno de los «vecinos notables» de Lima que se reunieron el 12 de marzo de 1881 y eligieron al doctor Francisco García Calderón Landa como presidente provisional de la República.
Fue elegido diputado por Lima al congreso de Chorrillos, reunido de 10 de julio a 23 de agosto de 1881. Por negarse a entrevistarse con el general Patricio Lynch, jefe chileno de la ocupación, fue apresado y confinado en Angol, en Chile. Allí, junto con otros desterrados peruanos, sostuvo conversaciones con el ministro plenipotenciario de Estados Unidos en Chile, Cornelius A. Logan, para acordar las condiciones de la paz, siendo partidario de que esta se lograra aún con cesión territorial por parte del Perú.
En noviembre de 1883 retornó al Perú e intentó mediar en la guerra civil que enfrentó al presidente Miguel Iglesias con el general Andrés A. Cáceres. Apresado por orden de Iglesias, fue desterrado a Iquique. Tras el triunfo cacerista, formó parte, como ministro de Hacienda, del Consejo de Ministros presidido por el doctor Antonio Arenas, que se encargó del poder ejecutivo, de 2 de diciembre de 1885 a 3 de junio de 1886. Fue un gobierno de transición que dio pase al primer gobierno constitucional del general Cáceres.
Finalizada su gestión ministerial, volvió a la actividad comercial y bancaria. Fue uno de los promotores de la fundación de la Cámara de Comercio de Lima, cuya presidencia ejerció de 1888 a 1892. Durante el gobierno de Remigio Morales Bermúdez fue apresado por la policía, al exigírsele la entrega de las actas de la Cámara de Comercio, pues se creyó que se estaba fraguando una sublevación en el local de dicha entidad. Ello, a raíz de la huelga de los agentes de la aduana, que repercutió en todo el país (1891). Falleció al año siguiente.